# 宮澤章二
宮澤 章二（みやざわ しょうじ、1919年6月11日 - 2005年3月11日）は、日本の詩人、作詞家。

## 概要
埼玉県羽生市出身。小学生の頃に上京し、東京府立高等学校から東京帝国大学経済学部へ進む。2年次に転部し、文学部美学科を卒業。埼玉県立不動岡高等学校の教諭時代に、疎開で加須市に住んでいた作曲家の下総皖一と出会ったことから、詩人・作詞家として活動を開始。校歌や合唱曲、童謡などの作詞を多数手がけた。特に校歌は埼玉県内を中心に300校以上にのぼる。『ジングルベル』の訳詞者としても知られる。日本童謡賞、赤い鳥文学賞特別賞、埼玉県文化賞、埼玉県文化功労賞知事表彰などを受賞。大宮市教育委員長も務めた。
2010年には、詩『行為の意味』の一節、「思いは見えないけれど、思いやりは見える」が、ACジャパンの全国キャンペーンCM「見える気持ちに。」に使用された。これによって当詩集の注文が殺到。ただし東日本大震災によって製紙工場らが被災し、当初は注文を受けてもすぐに発送できる段階になかったため、注文に応じることができたのは4月ごろだった。
2013年、母校の羽生市立三田ケ谷小学校に記念館が開設された。
次男の宮澤新樹は、さいたま市立美園小学校、さいたま市立大宮国際中等教育学校の校歌を作詞している。

## 校歌作詞校

### 埼玉県の学校
- 草加市立両新田小学校
- 草加市立新田中学校
- 入間市立向原中学校
- 入間市立新久小学校
- 入間市立黒須中学校
- 久喜市立太田小学校
- 久喜市立久喜中学校
- 久喜市立砂原小学校
- 久喜市立菖蒲中学校
- 熊谷市立玉井中学校
- 深谷市立岡部小学校
- 深谷市立大寄小学校
- 本庄市立中央小学校
- 鴻巣市立吹上北中学校
- 鴻巣市立川里中学校
- 鴻巣市立大芦小学校
- 行田市立長野中学校
- 羽生市立北小学校 旧羽生小学校
- 羽生市立井泉小学校
- 羽生市立須影小学校
- 羽生市立千代田中学校（旧）
- 羽生市立三田ヶ谷小学校（母校）
- 羽生市立村君小学校
- さいたま市立大宮別所小学校
- さいたま市立泰平中学校
- さいたま市立宮前中学校
- さいたま市立宮原中学校
- さいたま市立川通小学校
- さいたま市立桜山中学校
- さいたま市立柏陽中学校
- さいたま市立八王子中学校
- さいたま市立大成小学校
- さいたま市立島小学校
- さいたま市立芝川小学校
- さいたま市立指扇北小学校
- 戸田市立新曽中学校
- 毛呂山町立川角中学校
- 川越市立上戸小学校
- 川越市立霞ヶ関小学校
- 川越市立鯨井中学校
- 川越市立寺尾中学校
- 川越市立霞ヶ関北小学校
- 鶴ヶ島市立南小学校
- 鶴ヶ島市立南中学校
- 越谷市立大袋中学校
- 越谷市立北陽中学校
- 越谷市立宮本小学校
- 越谷市立大沢北小学校
- 越谷市立蒲生第二小学校
- 越谷市立大間野小学校
- 吉川市立南中学校
- 上尾市立東中学校
- 所沢市立北秋津小学校
- 所沢市立松井小学校
- 所沢市立上新井小学校
- 所沢市立宮前小学校
- 所沢市立中央中学校
- 所沢市立北野中学校
- 所沢市立狭山ヶ丘中学校
- 宮代町立笠原小学校
- 北本市立東小学校
- 上里町立上里北中学校
- 志木市立志木第三小学校
- 新座市立新開小学校
- 幸手市立上高野小学校
- 三芳町立藤久保中学校

### 千葉県の学校
- 白井市立池の上小学校

### 神奈川県の学校
- 横浜市立瀬谷小学校
- 相模原市立新町中学校
- 緑ヶ丘女子中学校・高等学校
- 大磯町立大磯小学校

### 茨城県の学校
- 旧水海道市立西中学校(現常総市)

### 栃木県の学校
- 宇都宮市立陽西中学校
- 栃木市立吹上小学校
- 佐野市立常盤小学校
- 鹿沼市立北中学校
- 鹿沼市立西中学校
- 小山市立小山第二中学校

### 新潟県の学校
- 柏崎市立第三中学校

### 岩手県の学校
- 一関市立薄衣小学校（旧校歌）
- 一関市立大原中学校

### 長野県の学校
- 長野県伊那弥生ヶ丘高等学校

### 東京都の学校
- 八王子市立散田小学校
- 八王子市立陵南中学校
- 八王子市立城山中学校[学校 2]
- 青梅市立吹上小学校
- 日野市立東光寺小学校
- 府中市立第九小学校
- 清新第一中学校

### 学校資料
1. ↑  富士見小学校の歴史（上尾市） - ウェイバックマシン（2014年4月23日アーカイブ分）
2. ↑  “学校紹介＞城山中学校の歴史と自然”.   八王子市立城山中学校（公式サイト）. 2023年4月21日閲覧。

### 新聞記事
1. ↑  記念館:CM「行為の意味」の詩人・宮沢章二さん 羽生の母校にオープン 「ジングルベル」日本語訳詞でも有名（毎日新聞） - ウェイバックマシン（2014年4月23日アーカイブ分）
2. 1 2  “「風と光の詩人」宮沢章二さんをたたえ 羽生の母校に記念館”.  東京新聞 (2013年2月4日). 2013年3月3日閲覧。[リンク切れ]
3. ↑  “ＡＣのＣＭで注目の詩集に注文殺到（1/2ページ）”. MSN産経ニュース. (2011年4月13日).  オリジナルの2011年4月16日時点におけるアーカイブ。 2022年10月1日閲覧。
4. ↑  “ＡＣのＣＭで注目の詩集に注文殺到（2/2ページ）”. MSN産経ニュース. (2011年4月13日).  オリジナルの2011年4月16日時点におけるアーカイブ。 2022年10月1日閲覧。

## 関連書籍
- タウン誌 Acoreおおみや NO.6 掲載 「光と風の中で 詩人の魂 宮澤章二」（2010年）電子BOOK